# Memorias de abajo
Memorias de abajo (Mémoires d'en bas) es un relato autobiográfico escrito en francés por la artista británica Leonora Carrington en 1943.  

## Argumento
Tras huir de Francia al ser invadida por los alemanes,  Leonora Carrington es  animada por su amiga Catherine para que huya a España. En sus memorias relata su encierro en  contra  de su voluntad en un sanatorio de Santander al acabar la Guerra Civil. Ella describió su estancia allí como una particular bajada a los infiernos. Narra con absoluta precisión el calvario al que se vio sometida durante su encierro. Carrington relata en sus memorias experiencias alucinatorias con el tratamiento, como viajes extrasensoriales a supuestas tierras santas que vislumbro durante su estadía en el psiquiátrico.
Es allí, durante su encierro, cuando pinta el cuadro "Memorias de Abajo" considerado como una de sus obras más inquietantes, el cual  fue desarrollado en el entorno lúgubre de los jardines del recinto o prisión de Leonora. Su episodio en el sanatorio duró medio año. Ayudada por un primo médico relacionado con la aristocracia, la artista logró salir del sanatorio esquivando al vigilante mandado por la familia y marchó a Madrid y luego a Lisboa donde se reencontró con Renato Léduc.
En Memorias de Abajo, la artista plasma su traumática vivencia acompañada de varias violaciones, lo que la condujo a constantes delirios que de alguna manera le permitían escapar de la vida hostil a la que estaba condenada.
El libro está escrito a modo de diario, consta de cinco capítulos y un epílogo y está fechado entre el lunes 23 y el viernes 27 de agosto de 1943. En éste, Carrington  también dejó varios documentos como  un mapa de las instalaciones de la finca dibujado por ella misma, como también un retrato de uno de los doctores Morales. También pintó el cuadro al óleo con el mismo título del libro que tiene como fecha el 12 de diciembre de 1940. En este la artista utiliza un lenguaje cifrado y una simbología alquímica y mágica a través de los cuales representa los estados anímicos y sensaciones vividas durante su  internamiento en el sanatorio.